# Wilsden
Wilsden – wieś w Anglii, w hrabstwie ceremonialnym West Yorkshire, w dystrykcie metropolitalnym Bradford. Leży 21 km na zachód od miasta Leeds i 282 km na północny zachód od Londynu.